# Pablo Enrique Ruíz
Pablo Enrique Ruíz (n. Comodoro Rivadavia, Chubut, Argentina; 20 de diciembre de 1998) es un futbolista argentino nacionalizado chileno. Juega de mediocampista y su equipo actual es Real Salt Lake  de la Major League Soccer de Estados Unidos.

## Trayectoria

### Comisión de Actividades Infantiles
Desde los cuatro años se relacionó con la pelota en el equipo de fútbol de salón de la Súper Económica, y sobre los ocho fue a probarse al club de sus amores: Huracán de Comodoro, pero en el “Globo” le dijeron que era muy chico para ficharlo. Así que siguió como defensor de la Súper, hasta que Fabián Zalazar se acercó a sus padres y los convenció para que se pruebe en la CAI.[cita requerida]

### San Lorenzo
Pasó a las divisiones inferiores de San Lorenzo a través de un convenio con su anterior club. Aún no debutó en Primera División.

### Real Salt Lake
Tras un paso de dos temporadas por el San Luis de Chile, el centrocampista fichó por el Real Salt Lake de la MLS.

## Selección nacional

### Selección Argentina Sub-17
El 25 de enero de 2015, Miguel Ángel Lemme incluyó a Pablo Ruíz en la Preselección Sub-17 de 31 jugadores para disputar el Campeonato Sudamericano Sub-17 a disputarse en Paraguay, de esta nómina quedarán 22 jugadores. Los jugadores se entrenarán de cara al certamen a partir del 26 de enero.
El 20 de febrero de 2015, Miguel Ángel Lemme, director técnico de la Selección Argentina Sub-17, entregó una lista con los 22 futbolistas en el cual fue convocado para que comenzara a entrenarse de cara al Campeonato Sudamericano Sub-17 de la categoría que se disputará a partir de marzo en Paraguay.

#### Detalle
| \| N.º \| Fecha \| Estadio \| Local \| Resultado \| Visitante \| Goles \| Asist. \| Competición \| \| ----- \| ---------- \| ----------------------------------------------------- \| --------- \| --------- \| --------- \| ----- \| ------ \| ------------------- \| \| 1 \| 06-03-2015 \| Estadio Dr. Nicolás Leoz, Asunción, Paraguay \| Argentina \| 1-2 \| Ecuador \| \| \| Sudamericano Sub-17 \| \| 2 \| 08-03-2015 \| Estadio Feliciano Cáceres, Luque, Paraguay \| Uruguay \| 2-1 \| Argentina \| \| \| Sudamericano Sub-17 \| \| 3 \| 10-03-2015 \| Estadio Feliciano Cáceres, Luque, Paraguay \| Argentina \| 4-1 \| Bolivia \| \| \| Sudamericano Sub-17 \| \| 4 \| 14-03-2015 \| Estadio Lic. Erico Galeano Segovia, Capiatá, Paraguay \| Argentina \| 1-0 \| Chile \| \| \| Sudamericano Sub-17 \| \| 5 \| 17-03-2015 \| Estadio Feliciano Cáceres, Luque, Paraguay \| Brasil \| 0-1 \| Argentina \| \| \| Sudamericano Sub-17 \| \| 6 \| 20-03-2015 \| Estadio Dr. Nicolás Leoz, Asunción, Paraguay \| Paraguay \| 1-4 \| Argentina \| \| \| Sudamericano Sub-17 \| \| Total \| \| Presencias \| 6 \| \| Goles \| 2 \| 0 \| \| |            |                                                       |           |           |           |       |        |                     |
| N.º | Fecha      | Estadio                                               | Local     | Resultado | Visitante | Goles | Asist. | Competición         |
| 1 | 06-03-2015 | Estadio Dr. Nicolás Leoz, Asunción, Paraguay          | Argentina | 1-2       | Ecuador   |       |        | Sudamericano Sub-17 |
| 2 | 08-03-2015 | Estadio Feliciano Cáceres, Luque, Paraguay            | Uruguay   | 2-1       | Argentina |       |        | Sudamericano Sub-17 |
| 3 | 10-03-2015 | Estadio Feliciano Cáceres, Luque, Paraguay            | Argentina | 4-1       | Bolivia   |       |        | Sudamericano Sub-17 |
| 4 | 14-03-2015 | Estadio Lic. Erico Galeano Segovia, Capiatá, Paraguay | Argentina | 1-0       | Chile     |       |        | Sudamericano Sub-17 |
| 5 | 17-03-2015 | Estadio Feliciano Cáceres, Luque, Paraguay            | Brasil    | 0-1       | Argentina |       |        | Sudamericano Sub-17 |
| 6 | 20-03-2015 | Estadio Dr. Nicolás Leoz, Asunción, Paraguay          | Paraguay  | 1-4       | Argentina |       |        | Sudamericano Sub-17 |
| Total |            | Presencias                                            | 6         |           | Goles     | 2     | 0      |                     |

No incluye partidos amistosos.

## Estadísticas

### Clubes
Actualizado al último partido disputado el 31 de octubre de 2020.
| San Luis · Chile                                    |               |               |    |    |   |   |   |    |    |    |
| 1.ª                                                 | 2017          | 10            | 0  | 1  | 0 | - | - | 11 | 0  |    |
| Total club                                          | Total club    | 10            | 0  | 1  | 0 | 0 | 0 | 11 | 0  |    |
| Real Monarchs Estados Unidos                        |               |               |    |    |   |   |   |    |    |    |
| 2.ª                                                 | 2018          | 5             | 0  | -  | - | - | - | 5  | 0  |    |
| 2.ª                                                 | 2019          | 6             | 0  | -  | - | - | - | 6  | 0  |    |
| Total club                                          | Total club    | 11            | 0  | 0  | 0 | 0 | 0 | 11 | 0  |    |
| Real Salt Lake Estados Unidos                       |               |               |    |    |   |   |   |    |    |    |
| 1.ª                                                 | 2018          | 13            | 0  | 1  | 0 | - | - | 14 | 0  |    |
| 1.ª                                                 | 2019          | 0             | 0  | -  | - | 0 | 0 | 0  | 0  |    |
| 1.ª                                                 | 2020          | 17            | 1  | -  | - | - | - | 17 | 1  |    |
| Total club                                          | Total club    | 30            | 1  | 1  | 0 | 0 | 0 | 31 | 1  |    |
| Pinzgau Saalfelden · Austria                        |               |               |    |    |   |   |   |    |    |    |
| 3.ª                                                 | 2019-20       | 15            | 9  | -  | - | - | - | 15 | 9  |    |
| Total club                                          | Total club    | 15            | 9  | 0  | 0 | 0 | 0 | 15 | 9  |    |
| Total carrera                                       | Total carrera | Total carrera | 66 | 10 | 2 | 0 | 0 | 0  | 68 | 10 |
| (1) Incluye datos de la Copa Chile y la US Open Cup |               |               |    |    |   |   |   |    |    |    |

### Selecciones
Actualizado al 23 de marzo de 2015.
| Selección        | Año           | Amistoso | Amistoso | Amistoso | Eliminatorias | Eliminatorias | Eliminatorias | Mundial | Mundial | Mundial | Copa América | Copa América | Copa América | Juegos Olímpicos | Juegos Olímpicos | Juegos Olímpicos | Copa México de Naciones | Copa México de Naciones | Copa México de Naciones | Juegos Suramericanos | Juegos Suramericanos | Juegos Suramericanos | Total | Total | Total |
| Selección        | Año           | PJ       | G        | A        | PJ            | G             | A             | PJ      | G       | A       | PJ           | G            | A            | PJ               | G                | A                | PJ                      | G                       | A                       | PJ                   | G                    | A                    | PJ    | G     | A     |
| ---------------- | ------------- | -------- | -------- | -------- | ------------- | ------------- | ------------- | ------- | ------- | ------- | ------------ | ------------ | ------------ | ---------------- | ---------------- | ---------------- | ----------------------- | ----------------------- | ----------------------- | -------------------- | -------------------- | -------------------- | ----- | ----- | ----- |
| Argentina Sub-17 | 2015          | 0        | 0        | -        | -             | -             | -             | 0       | 0       | 0       | 6            | 2            | 2            | -                | -                | -                | -                       | -                       | -                       | -                    | -                    | -                    | 6     | 2     | 2     |
| Argentina Sub-17 | Total         | 0        | 0        | -        | -             | -             | -             | 0       | 0       | 0       | 6            | 2            | 2            | -                | -                | -                | -                       | -                       | -                       | -                    | -                    | -                    | 6     | 2     | 2     |
| Total carrera    | Total carrera | 0        | 0        | -        | -             | -             | -             | 0       | 0       | 0       | 6            | 2            | 2            | 0                | 0                | 0                | 0                       | 0                       | 0                       | 0                    | 0                    | 0                    | 6     | 2     | 2     |

#### Participaciones con la selección
| N.º | Torneo                   | Sede     | Resultado  |
| --- | ------------------------ | -------- | ---------- |
| 1   | Sudamericano Sub-17 2015 | Paraguay | Subcampeón |